# Pahta-Reikäjärvi
Pahta-Reikäjärvi är en sjö i kommunen Enare i landskapet Lappland i Finland. Sjön ligger 136 meter över havet. Arean är 52 hektar och strandlinjen är 4,95 kilometer lång. Sjön  ingår i Uutuanjokis huvudavrinningsområde.   Den ligger omkring 360 kilometer norr om Rovaniemi och omkring 1100 kilometer norr om Helsingfors. 